# 守禮門
26°13′05.3″N 127°43′00.8″E / 26.218139°N 127.716889°E
守禮門是日本沖繩縣那霸市的一座牌坊，位於首里城歡會門之外，在橫貫首里城的綾門大道最東側，相當於首里城的大手門。其型制為三間四柱重檐歇山頂牌坊，上砌紅瓦。
原建築在1945年沖繩島戰役中被燒毀，今建築為1958年重建復原，1972年列入沖繩縣指定文化財。

## 名稱
守禮門原名「上之綾門」（ウィーヌアイジョウ），由於懸掛著「守禮之邦」匾額，俗稱「守禮門」。與之位置相對的下之綾門（シムヌアイジョウ）位在綾門大道最西側，是從那霸港進入首里城的必經之路，故俗稱中山門，但因建築老舊，已經在明治時代拆除。兩綾門之間的大道俗稱綾門大道（アイジョウウフミチ）。

## 歷史
守禮門建立的具體時間不詳，為琉球王國第二尚氏王朝的第四代尚清王（1527年至1555年在位）所建；而根據《中山世譜》的推斷，可能是在1528年或1529年建的。當時守禮門頂部並非瓦礫而是木板，上懸一匾額，書「待賢」二字，因此當時俗稱「待賢門」。後來匾額改為「首里」二字。

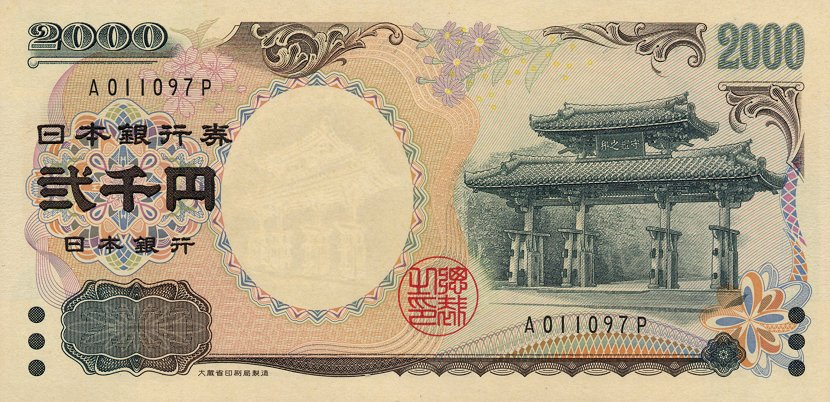
日本銀行於2000年發行的二千日圓紙幣

1579年，明朝派遣蕭崇業、謝杰冊封尚永王。因萬曆帝的冊封詔書中有「惟爾琉球國，遠處海濱，恪遵聲教，世修職貢，足稱守禮之邦」之句，遂將守禮門的匾額換成了「守禮之邦」四字。然而當時這塊匾額只有在冊封使到來之際才換上的，平時仍然懸掛「首里」二字的匾額，直到康熙年間才將這塊匾額永久懸掛。
在第二尚氏王朝時期，每當中國的冊封使來到琉球，國王和琉球的官員都要在守禮門迎接冊封使，在宮殿裡接詔，行三跪九叩之禮。
2000年，日本銀行發行新版二千日圓紙幣，其正面圖案為守禮門，以紀念第26屆G8峰會在沖繩縣名護市的召開。

## 腳註
1. ↑  .   [2023-12-24] （日语）.[]，沖繩縣立圖書館
2. ↑  《中山世譜·卷七·尚清王》
3. ↑  《中山世譜·卷七·尚永王》

## 外部連結
- 维基共享资源上的相關多媒體資源：守禮門
- OpenStreetMap上有關守禮門的地理
- 守禮門 （日語）